# Myrmarachne angusta
Myrmarachne angusta là một loài nhện trong họ Salticidae.
Loài này thuộc chi Myrmarachne. Myrmarachne angusta được Tord Tamerlan Teodor Thorell miêu tả năm 1877.